# Усадьба Раевского (Пушкин)

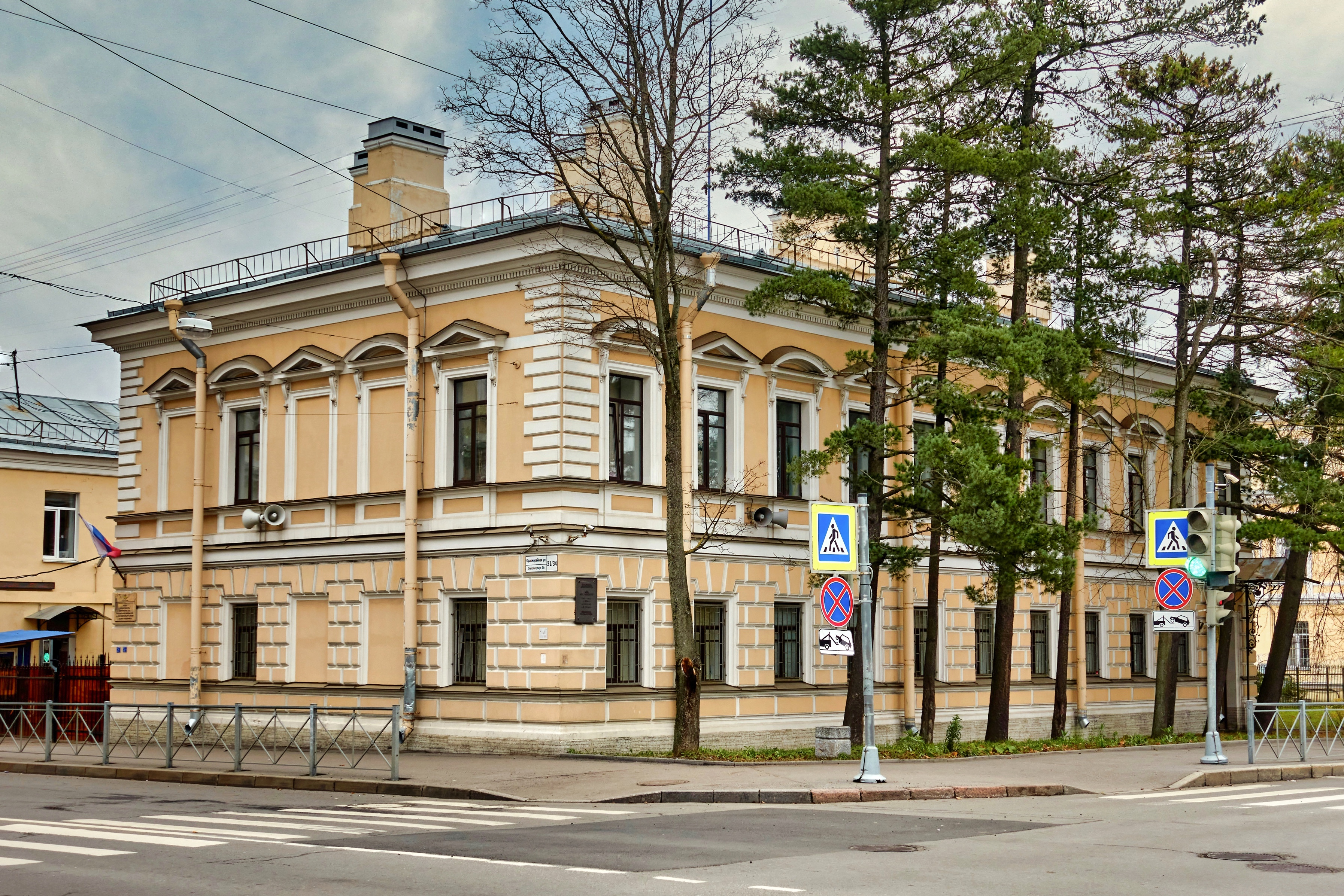
Пушкинская улица, дом 34

Уса́дьба Рае́вского — комплекс исторических зданий в Пушкине. Построен в 1855—1886 годах. Объект культурного наследия федерального значения. Расположены на Пушкинской улице, дома 34 и 36, на углу с Оранжерейной улицей.

## История
Усадьба возникла на месте двух исторических участков. На угловом участке (№ 311) в 1820-е гг. размещались одноэтажные дома дворцового истопника Теплова. В середине XIX века владение перешло к А. И. Ильину, камердинеру великого князя Константина Николаевича. Соседним участком (№ 310), вдоль Пушкинской улицы, владел надворный советник И. А. Бакиновский, для которого в 1855 году по проекту И. А. Монигетти был возведён каменный двухэтажный дом (нынешний дом 36). К 1882 году (по другим сведениям, в 1870-е) оба участка купил генерал-майор М. Н. Раевский. Второй дом для Раевского (нынешний дом 34) был построен в 1886 году на бывшем участке Ильина по проекту архитектора А. Ф. Видова. Несколько раньше Видов расширил и первый дом, продлив его в восточную сторону пристройкой в три оси.
После Октябрьской революции оба здания были национализированы. Вначале оба здания были заняты под детские дома 1-й образцовой колонии, с 1928 года переданы под жильё. После Великой Отечественной войны в угловом доме разместилось районное подразделение КГБ, в правом доме — райком КПСС. Сейчас оба здания занимает районное управление внутренних дел.

## Архитектура
Фасад дома 36 по проекту Монигетти отделан «дощатым» рустом в нижнем этаже и парными сандриками (прямыми и треугольными) на краях дома во втором этаже. Дом украшает балкон с фигурными кронштейнами и кованой решёткой в три окна. После достройки, хотя новая часть была выведена под старый карниз и использованы те же элементы отделки, фасад стал асимметричным, сандрики густо расположены на правом краю фасада. Композиция дома 34 сходна с домом 36, хотя он декорирован богаче: нижний этаж оформлен крупным рустом, оконные проёмы верхнего этажа украшают сандрики. Вход в дом сделан по крайней оси дома, ближайшей к соседнему, убранство входа лаконично, над дверями размещён герб владельца.